# San Marcos (Nikaragua)
San Marcos – miasto w Nikaragui; 24 800 mieszkańców (2006). Przemysł spożywczy, włókienniczy.